# Sidecar (Rückversicherung)
Als Sidecar oder seltener auch in Deutsch Beiwagen wird im Rückversicherungsbereich eine Zweckgesellschaft bezeichnet, über die sich Investoren an einem vorher definierten Versicherungsportfolio beteiligen können.

## Hintergrund
Mittels Verbriefung können Rückversicherer Risiken und Renditen von Portfolien von Versicherungsverträgen an den Kapitalmarkt bringen, hierzu hat sich seit den 1980er Jahren ein Markt entwickelt. Während bei der sog. primären Securitization eine direkte Emission stattfindet, wird bei der sekundären Securitization über Zweckgesellschaften vorgegangen. Standen bis zur Jahrtausendwende Retrozessionen innerhalb der Rückversicherungsbranche im Fokus bei der Suche nach Kapazität, gewannen seither entsprechende Konstrukte deutlich an Bedeutung. Im Gegensatz zur Versicherungsverbriefung über Anleihen, die als Fremdfinanzierung zum Fremdkapital gehören, erfolgt bei Sidecars eine Eigenkapitalinvestition durch die Anleger. Der Durchbruch von Sidecars kam nach dem Hurrikan Katrina.
Im Falle von Sidecars sammeln die Zweckgesellschaften in der Regel Kapital von institutionellen Investoren wie Private-Equity-Gesellschaften ein, um mit dieser Kapitalbasis als Rückversicherer für einen vorab fest definierten Portfolioausschnitt des das Sidecar initiierenden Rückversicherers aufzutreten. In der Folge partizipieren die Anleger an Risiko und Rendite, die sich aus diesem Geschäftsbuch ergeben. Häufig erfolgt dabei eine quotale Teilung des Risikos zwischen dem Rückversicherer und dem Sidecar, das in der Regel keine eigene Underwritingabteilung besitzt. Die Auszahlung folgt der vertraglichen Ausgestaltung zwischen der Rückversicherung und der Zweckgesellschaft und ist maßgeblich vom Verlust eines bestimmten Schadenereignisses abhängig, oftmals bezieht sich dieses bei Sidecarstransaktionen auf Großschaden- oder Katastrophenereignisse.